# Карл Эммануил Савойский (герцог Немурский)
Карл Эммануил Савойский (фр. Charles-Emmanuel de Savoie-Nemours; 7 февраля 1567, Нантёй-ле-Одуэн — 13 августа 1595, Анси) — герцог Немурский и граф Женевы с 1585 года до своей смерти. Старший сын Жака Савойского и Анны д’Эсте, вдовы Франциска I, герцога Гиза. Участник Религиозных войн во Франции.

## Биография
Карл Эммануил был герцогом в нестабильное время и был вовлечён во многие политические интриги, в основном как родственник Гизов по матери: герцог де Гиз был одним из лидеров Католической лиги, выступавшей против гугенотов. В 1588 году Карл Эммануил был назначен губернатором Лиона. После убийства сводных братьев Генриха I, герцога Гиза, и кардинала де Гиза был по приказу короля Генриха III заключён в тюрьму, но смог убежать.
Он сражался с войсками нового короля Генриха IV в течение нескольких лет; он участвовал в битве при Арке в 1589 году. В 1590 году Карл Эммануил стал военным губернатором Парижа от имени Лиги и оставался им, когда королевские войска осадили Париж и потерпели неудачу. В том же 1590 году принял участие в сражении при Иври.
После поражения Карл Эммануил категорически не согласился со своим сводным братом и давним союзником Шарлем де Гизом, герцогом Майеннским, который выступал за примирение с Генрихом IV. Карл Эммануил удалился в свое губернаторство Лионне, где попытался добиться независимости от французской короны. Он был заключён в замке Пьер-Сиз архиепископом Лиона, снова сбежал и решил взять Париж. Однако вмешательство коннетабля де Монморанси сорвало его планы.
Он умер в Анси в 1595 году, оставив Немурское герцогство своему брату Генриху Савойскому.